# Ursula Mende
Ursula Mende (* 1938 in Berlin) ist eine deutsche Kunsthistorikerin.

## Biografie
Ursula Mende studierte ab 1956 Kunstgeschichte an den Universitäten Leipzig, Erlangen und Köln, wo sie 1965 bei Heinz Ladendorf mit einer Arbeit zu Darstellungen Russlands und Polens in Reise- und Flugblattbildern vor 1700 promoviert wurde. Sie absolvierte ein Volontariat am Germanischen Nationalmuseum in Nürnberg und arbeitete ab 1976 ebendort als Bibliotheksrätin. 2003 trat sie in den Ruhestand ein.
Mende forscht und publiziert insbesondere zu früh- und hochmittelalterlichen Metallarbeiten wie Leuchtern, Handwaschgefäßen, Beschlägen und deren Produktionsumständen. Sie legte Standardwerke zu den Türziehern und Bronzetüren dieser Zeit vor.

## Veröffentlichungen (Auswahl)
- Westeuropäische Bildzeugnisse zu Rußland und Polen bis 1700. Ein Beitrag zur historischen Bildkunde. Köln 1968.
- Die Türzieher des Mittelalters (= Bronzegeräte des Mittelalters. Band 2). Deutscher Verlag für Kunstwissenschaft, Berlin 1981.
- Minden oder Helmarshausen. Bronzeleuchter aus der Werkstatt Rogers von Helmarshausen. In: Jahrbuch der Berliner Museen. Band 31, 1989, S. 61–85.
- Die Bronzetüren des Mittelalters. 800–1200. 2. Auflage. Hirmer, München 1994.
- Zur Topographie sächsischer Bronzewerkstätten im westfälischen Einflußbereich. In: Jochen Luckhardt, Franz Niehoff (Hrsg.): Essays (= Heinrich der Löwe und seine Zeit. Herrschaft und Repräsentation der Welfen 1125–1235. Band 2). Hirmer, München 1995, S. 427–439.
- Zu Gestalt und Nachfolge des Braunschweiger Löwen, speziell zur Kragenform seiner Mähne. In: Joachim Ehlers, Dietrich Kötzsche (Hrsg.): Der Welfenschatz und sein Umkreis. Von Zabern, Mainz 1998, S. 387–424.
- Die romanischen Türzieher am Kirchenportal. In: Landesdenkmalamt Baden-Württemberg (Hrsg.): Alpirsbach. Zur Geschichte von Kloster und Stadt (= Forschungen und Berichte der Bau- und Kunstdenkmalpflege in Baden-Württemberg. Band 10). Theiss, Stuttgart 2001, Bd. 1, S. 173–188.
- Aquamanilien im Umkreis des Hildesheimer Dom-Taufbeckens. In: Michael Brandt (Hrsg.): Bild und Bestie. Hildesheimer Bronzen der Stauferzeit (= Patrimonia. Band 309). Schnell & Steiner, Regensburg 2008, S. 193–208.
- „Was das Feuer nahm, das Erz hat es wiedergegeben“. Das Bronzeportal am Dom zu Mainz. In: Felicitas Janson (Hrsg.): Basilica Nova Moguntina. 1000 Jahre Willigis-Dom St. Martin in Mainz (= Neues Jahrbuch für das Bistum Mainz). Mainz 2010, S. 79–104.
- Die mittelalterlichen Bronzen im Germanischen Nationalmuseum (= Bestandskataloge des Germanischen Nationalmuseums). Nürnberg 2013.
- Grabdenkmäler für die Großen des Reichs aus Nürnberger Gusswerkstätten der Vor-Vischer-Zeit. Die Tumba Friedrichs des Streitbaren in Meißen und die Statuen von Konrad und Anna von Weinsberg im Kloster Schöntal. In: Zeitschrift des Deutschen Vereins für Kunstwissenschaft. Band 70, 2016, S. 130–168.
- Die Türzieher aus dem Vorgängerbau des Doberaner Münsters. In: Gerhard Weilandt, Kaja von Cossart (Hrsg.): Die Ausstattung des Doberaner Münsters. Kunst im Kontext (= Edition Mare Balticum. Band 2). Imhof, Petersberg 2018, S. 276–284.
- Romanische Löwen in Westfalen. Kleinbronzen aus der Mitte des 12. Jahrhunderts. In: Westfalen. 2018, S. 29–59.
- Leuchterfunde aus dem mittelalterlichen Einbeck. Zu einem frühen Typus mehrarmiger Bronzeleuchter. In: Einbecker Jahrbuch. Band 54, 2021, S. 9–29.